# Star Wars: The Force Unleashed
Star Wars: The Force Unleashed — медиапроект во вселенной Звёздных войн, разработанный LucasArts в сотрудничестве с Dark Horse Comics, LEGO, Hasbro и Del Rey Books. Он включает в себя 2 видеоигры, роман, комиксы, энциклопедическое издание и набор для ролевых игр.

## Сюжет
Действие, описываемое в The Force Unleashed, развивается между событиями III и IV эпизодов.
После исполнения приказа 66, в Галактике воцарилась Империя. Дарт Вейдер продолжает находить и уничтожать оставшихся «мятежников» по всем её уголкам. На одной из карательных акций на Кашиике, планете вуки, взбунтовавшейся против владыки ситхов, лорд Вейдер находит одного из джедаев. Победа над пожилым, слабым противником не стала удивительной. Однако маленький мальчик, сын убитого джедая, проявляет способность к Силе. Дарт Вейдер уловил этот факт и забрал мальчика к себе, сделав его учеником.
Прошли годы. Гален Марек, более известный под кодовым именем «Старкиллер», многому научился и стал первоклассным убийцей на службе Вейдера. Он с успехом выполняет ряд заданий своего учителя и уничтожает оставшихся джедаев на экзотических планетах Фелуция и Раксус Прайм. Неудивительно, что отправляя ученика на поединки с мастерами джедаев, Вейдер совершенно не опасался гибели своего подопечного, он ничем не рисковал. До поры, до времени. Гален оказался тайной для Императора, который не знал (по всей видимости) о его существовании. Дарт Вейдер убедил ученика, что желает устранить заносчивого Сидиуса и править Галактикой самостоятельно. Но чтобы совладать с мощью владыки, ему нужна помощь Старкиллера. Тот же беззаветно служит своему учителю. Тем не менее разведка Императора донесла ему о существовании заговора, и Дарт Сидиус потребовал от Вейдера немедленно устранить своего ученика, если он хочет сохранить верность своему господину. Вейдер наигранно «расправляется» со Старкиллером, убедив Императора в своей покорности. На самом деле Гален остаётся жив, и чтобы отвлечь разведку Империи, лорд Вейдер отправляет его в круг мятежно настроенных политиков, готовых воевать против Империи для создания Альянса повстанцев.
Очень быстро Старкиллер находит их. Вынашивая ещё планы на счастливое будущее, он верно исполняет волю Вейдера. В пути его сопровождает уникальный дроид-перевоплотитель Прокси и пилот Джуно, в которую впоследствии влюбляется герой. Теперь по легенде он — джедай. Своим учителем он сделал магистра Коту — заслуженного генерала, джедая, которого Гален якобы умертвил по воле Вейдера. Поединок не прошёл для него бесследно — теперь Кота стал слепым. Быстро присоединяются к кружку заговорщиков сенаторы Гарм и Мон Мотма, а также Бейл Органа — авторитетнейший из всех оппозиционеров диктатуры. Чтобы заслужить доверие сенатора Алдераана, Старкиллер спасает его дочь, Лею Органу, из когтей агентов Империи. Всё, Альянс готов выступить против ситхов, а значит первая фаза плана выполнена. Однако «игры» в джедая не прошли для Галена впустую. Он истинно почувствовал в себе дыхание светлой стороны, ощутил в себе качества истинного джедая. В конце концов его предаёт Вейдер, и верный до того Старкиллер встаёт перед роковым выбором…

## Видеоигры
Первая часть Star Wars: The Force Unleashed была выпущена LucasArts 10 сентября 2008 года для различных платформ, включая PC, PlayStation 3, Xbox 360, Wii, PlayStation 2, PlayStation Portable, Nintendo DS, N-Gage второго поколения, iPhone. Она повествует о том, как Дарт Вейдер находит на планете Кашиик джедая Кенто Марека, который помогает местным вуки в восстании против Империи, убивает его в поединке, а его сына Галена забирает к себе на обучение тёмной стороне Силы и нарекает «Старкиллером».
Вторая часть была выпущена на PS3, Xbox 360, Wii, PC и Nintendo DS 26 октября 2010 года. Вейдер клонировал Старкиллера на Камино, однако у клона происходят вспышки памяти, и он, будучи, как и сам Гален Марек, чувствительным к Силе, видит провидения, в которых узнаёт, что Вейдер считает клона Старкиллера своим верным учеником, но так будет не всегда.

## Роман
Роман Шона Уильямса Star Wars: The Force Unleashed был опубликован в США 19 августа 2008 года. В течение недели он продержался на первом месте в рейтингах научной фантастики изданий Publishers Weekly и The New York Times.
Отмечалось, что события во многом описываются с позиций практиков тёмной стороны, Уильямс искал возможность изобразить джедаев в качестве «плохих парней». Большое значение в романе придаётся описанию женского персонажа Джуно Эклипс и интересу, который испытывал к ней «Starkiller».
Автор романа сказал, что если игра позволяет совершить то, что предстояло сделать главному герою, то книга даёт понять, как же он относился к этим действиям, раскрывая новый аспект истории.

## Графический роман
Книга комиксов Star Wars: The Force Unleashed была опубликована Dark Horse Comics 18 августа 2008 года.
Комикс по игре Star Wars: The Force Unleashed II был опубликован 25 октября 2010 года.